# لوکاس مونزون (بازیکن فوتبال آرژانتین)
لوکاس مونزون (اسپانیایی: Lucas Monzón‎؛ زادهٔ ۲۷ فوریهٔ ۱۹۹۶) بازیکن فوتبال اهل آرژانتین است.